# 루시 (가수)
루시(본명: 노효정 , 본명 한자: 盧孝靜, 2002년 8월 31일 ~ )는 대한민국 걸 그룹 위키미키의 보컬, 래퍼와 리드댄서 뮤지컬 배우이자 방송인이다.

## 주요 이력
경기도 고양 출생이며 2005년 12월 가족과 함께 서울로 이주하였고 2006년 3월에서 2006년 6월까지 전라북도 익산에서 유아기를 보낸 적이 있으며 2006년 6월에서 2006년 9월까지 충청북도 청주에서 유년기를 보낸 적이 있고 이후 줄곧 서울에서 성장하였으며 2012년 노효정으로 뮤지컬배우로 데뷔했다. 2017년 8월 8일 김도연, 최유정 등을 주축으로 하는 8인조 걸 그룹 위키미키로 데뷔했다.

## 학력
- 서울숭덕초등학교 (졸업)
- 성신여자중학교 (졸업)
- 서울공연예술고등학교 실용무용과 (졸업)
- 동국대학교 연극영화과 (재학)

## 출연작

### 뮤지컬
- 2012년 《뮬란》 ... 어린 뮬란 역(단역)
- 2013년 《투란도트》 ... 어린 투란도트 공주 역(단역)

### TV 시리즈
- 2013년 : KBS2 대하사극드라마 《천명: 조선판 도망자 이야기》 ... 어린 홍다인 역
- 2015년 : MBC every1 웹 드라마 《투 비 컨티뉴드》

### TV 프로그램
- 2014년 : 투니버스 《김구라 김동현의 김부자쇼》
- 2017년 : 아리랑 TV 《After School Club》
- 2017년 : SBS 《더 쇼》
- 2018년 : 아리랑 TV 《After School Club》